# Tamilla Abassova
Tamilla Rashidovna Abassova (em azeri:  Tamilla Rəşid qızı Abbasova; em russo:  Тамилла Рашидовна Абасова; nascida em 9 de dezembro de 1982) é uma ciclista russa, que conquistou a medalha de prata na corrida de velocidade nos Jogos Olímpicos de Verão de 2004 em Atenas, e a medalha de prata no Campeonato Mundial de ciclismo de pista da UCI, na mesma prova.